# Агнес Френска (императрица на Византия)
Вижте пояснителната страница за други личности с името Агнес Френска.
Агнес (на френски: Agnès; * 1171; † след 1204), приела името Анна, е френска принцеса и византийска императрица, съпруга на императорите Алексий II Комнин и Андроник I Комнин.

## Произход
Агнес е родена през 1171 г. във Франция. Тя е дъщеря на френския крал Луи VII Младия от третата му съпруга Адел дьо Блоа-Шампан, дъщеря на Тибо IV Велики. Агнес е по-малка сестра на френския крал Филип II Август. Семейство Дьо Блоа-Шампан е втората най-могъща фамилия във Франция след Плантагенетите.

## Византийска императрица

### Съпруга на Алексий II Комнин
През 1178 г. в Константинопол на връщане от поклонение в Палестина пристига графът на Фландрия, Филип дьо Елзас. По това време византийският император Мануил I Комнин търси съюз с могъща Франция, насочен срещу Венеция, Папството, Свещената Римска империя и Сицилия, които с договора от Венеция от 1177 г. образуват мощна антивизантийска коалиция. Филип дьо Елзас уверява императора, че френският крал, който вече е бил приет от Мануил I Комнин в Константинопол на Коледа през 1147 г. по време на Втория кръстоносен поход, е готов да сключи желания от императора съюз. През зимата на 1178 – 1179 г. заедно с Филип Елзаски за Франция потегля византийско посолство до френския крал. Начело на посолството е генуезецът Балдовино Гарсио, който трябва да уреди годеж между дъщерята на Луи VII, Агнес, и сина на императора, Алексий II Комнин.
След като преговорите завършват успешно Агнес потегля за Константинопол с кораб от Монпелие. В Генуа ескортът ѝ нараства от 5 на 19 кораба, командвани от генуезеца Балдовино Гарсио. Робер дьо Клари описва богатия антураж, с който Агнес е изпратена от Франция:
| „ | Тогава кралят дари богато сестра си и я изпрати с посланици в Константинопол, а с нея бяха и много от неговите хора...Когато пристигнаха, императорът оказа голяма чест на девойката и организира голямо пиршество за нея и хората ѝ. | “ |

Във Византия принцесата е посрещната с големи почести: флотилията ѝ е посрещната от много пищно украсени лодки; лично архиепископът на Солун, Евстатий Катафлор, произнася тържествена реч по случая, а повече от 70 византийски придворни дами, начело с Августата, излизат да окажат чест на новопристигналата. Лично дъщерята на императора, Мария Комнина Порфирогенита, приветства новата си снаха в огромна шатра, издигната пред стените на града. Според източниците красотата на Агнес засенчвала тази на Мария Порфирогенита, която преди раждането на Алексий е наследница на византийския престол. Освен това фактът, че Мария Порфирогенита, един от водачите на антилатинската партия във византийския двор, оказва подоба чест на една френска принцеса, демонстрира по-високия статут на Агнес във византийския двор и прозападната политика на Мануил I.
Според Вилхелм Тирски, когато Агнес пристига в Константинопол, тя е едва на осем години, а годеникът ѝ е на тринадесет. Вилхелм Тирски обаче обърква годините на Алексий (той е роден на 14 септември 1169 г.). Малолетието на младоженката не е необичайно явление за византийския двор през 12 век, в който са се извършвали много бракосъчетания на малолетни девици: Ирина Дукина се омъжва за император Алексий I Комнин на 12 години и става императрица на 15; Теодора Комнина, племенница на Мануил I,м е омъжена за йерусалимския крал Балдуин III 13-годишна; 9-годишната унгарска принцеса Маргарет е омъжена за император Исаак II Ангел.
Церемонията по бракосъчетанието на Агнес и Алексий е проведена на 2 март 1180 г. в Големия дворец. Двойката е венчана лично от вселенския патриарх Теодосий. Агнес приема и официалното име Анна. Сватбеният банкет е организиран на Хиподрома, където Евстатий Солунски отново произнася тържествено слово, в което той отбелязва как конюшните били превърнати в кухни и как бедните щели да се наситят с остатъците. Пищността на тържествата трябвало не само да зарадва гражданите на Константинопол, но и да демонстрира пред западните пратеници могъществото и богатството на Византия.
През септември същата година умира император Мануил I Комнин, престолът е зает от Алексий II Комнин, а Анна е коронована за негова императрица. Тъй като Алексий е малолетен, от негово име управлява майка му, Мария Антиохийска. За живота на Анна по време на управлението на свекърва ѝ (1180 – 1183) не се знае нищо. Малко вероятно е обаче през този период Алексий II Комнин и Анна да са имали полови контакти, тъй като според Византийските обичаи това можело да стане само след като младоженката навърши 12 години.

### Съпруга на Андроник I Комнин
Малко преди Алексий да навърши третата си година на византийския престол, чичо му Андроник I Комнин извършва държавен преврат, убива сестра му Мария Порфирогенита и съпруга ѝ, сваля Мария Антиохийска от регентския пост, убива я и след като се обявява за съимператор на Алексий II, убива и самия него. Никита Хониат разказва с отвращение, че 63-годишния Андроник I Комнин насилил сексуално ненавършилата 12-години Анна, за която се и оженил. Освен това той заповядал всички портрети на Мария Антиохийска в Константинопол да бъдат заменени с портрети, на които Андроник е изобразен сам или с малолетната си съпруга. Никита Хониат не пропуска възможност да осмее Андроник заради възрастта му и да изтъкне нелепостта на брака му с 50 години по-младата от него Анна. Според Евстатий Солунски бракът бил противен и за самата Анна, която оплаквала Алексий и се отвращавала от Андроник. Анна била дъщеря на френския крал и всеки знаел, че мразела брака си, тъй като била много схватлива, и след като веднъж познала взаимната любов, не могла да приеме грубия Андроник. Според слуховете Анна виждала в сънищата си младия Алексий и често произнасяла името му насън.
Преди брака си с Анна, Андроник вече има богат опит с жените. Той има един предходен брак, както и любовни връзки с племенниците си, Евдокия и Теодора Комнини, и със сестрата на покойната Мария Антиохийска, Филипа Антиохийска. Като император Андроник се ползва с услугите на множество проститутки и държанки. Никита Хониат разказва, че възрастният император поддържа сексуалната си мощ, използвайки мехлеми и други афродизиаци, и спазвайки строга диета, включваща месо от гнусни животни, като крокодил например.
Изглежда след две години брак с Андроник, отношението на Анна към него се променя. През 1185 г. срещу деспотичното управление на Андроник I Комнин избухва бунт, начело с Исаак II Ангел. Андроник се опитва да избяга от града на кораб, вземайки със себе си Анна, една проститутка, Мараптике, в която бил лудо влюбен, както и няколко адютанти. Неблагоприятни ветрове върнали лодката обратно и всички били пленени. В опит да убеди хората да го освободят Андроник произнесъл патетично слово за изминалия си живот и настоящите си беди, а съпровождащите го жени пригласяли печално на жалбите му. Въпреки това Андроник е садистично убит на хиподрома в Константинопол на 12 септември 1185 г.

## Последни години
Сведенията за Анна след смъртта на Андроник са оскъдни. През 1193 г. един западен хроникьор посочва, че тя е любовница на Теодор Врана, виден византийски военачалник. През 1203 г. Робер дьо Клари съобщава, че водачи на Четвъртия кръстоносен поход я открили, омъжена за Теодор Врана. Не е известно кога двамата са се оженили, но е възможно дълго да са съжителствали без брак от страх, че Агнес може да изгуби зестрата си.
След падането на Константинопол, Агнес получава от латинските барони подобаващо на една бивша императрица отношение. Според Робер дьо Клари Агнес имала лоша слава и можела да разговаря само с преводач, тъй като не знаела френски език. По това време тя е на 30 години и е прекарала по-голямата част от живота си във византийския двор. При превземането на Константинопол Агнес намира убежище в Букелеон заедно с бившата императрица Мария и още няколко придворни дами. По думите на Дьо Клари съпругът ѝ бил единственият грък, който останал верен на новия режим, поради което получил като апанажно владение Адрианопол и Димотика в Източна Тракия, където го придружила и Агнес. Според Обри дьо Троа Агнес има дъщеря – Анна Врана, омъжена за Наржо дьо Туси. След тези събития името на Агнес престава да се споменава в историческите хроники.